# 移调乐器

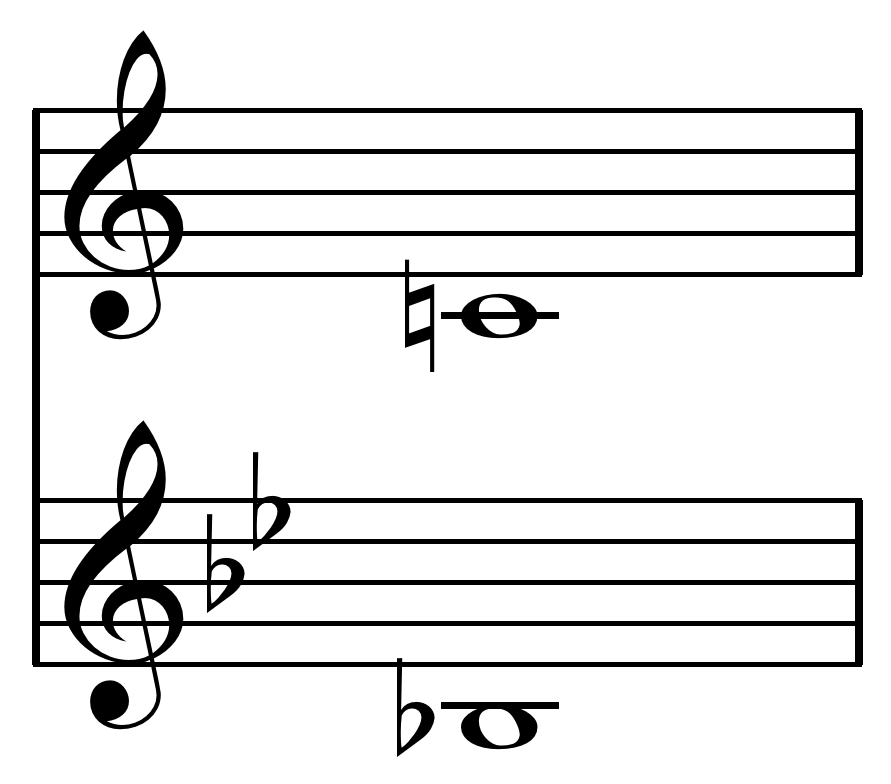
降B調單簧管是一種移調樂器。在寫給降B調單簧管的樂譜中，當樂譜中記載了一個C音時（上方），實際上該單簧管發出的音高降B音（B♭，下方），因而得名。當此單簧管的相同指法，用於A調單簧管時，發出的是A音，在樂譜上同樣會記載成C音。

移調樂器（英語：transposing instrument）是一種樂譜記載的音高與實際發出聲音的音高（音樂會音高）不同的樂器。當移調樂器奏出一個記載為C音的音高時，將會發出一個不同於C音的音高；在描述這類樂器時，就會將此音高定為移調時的音程。舉例，在一個降B調單簧管的樂譜中記載為C調，實際演奏時為降B調。
移調是一種音樂記譜法的慣例，而非這類樂器的特性──然而，這類以此種記譜法記載的樂器，通常還是會稱為移調樂器。由於移調樂器為一種記譜慣例，因此這種移調的議題主要發生於使用樂譜的音樂流派，如古典音樂與爵士樂（即使爵士樂是一種基於即興演奏為主的音樂，專業的音樂家仍預期會閱讀领谱與大樂團樂譜）。對於部分樂器（如短笛或低音提琴），雖然實際音高為C音，但位於一個不同的純八度；這種樂器會說成移調至「數個八度」。

## 背景
古代的樂器，因為結構較為簡單，未必能準確地吹彈奏每一個音，因此有些樂器會設計不同型號或大小的版本，以供不同調性的樂曲之用。例如法國號，現代化前是一個被彎曲了的號角，只靠演奏者的口唇顫動吹奏自然泛音列中的音，因此它備有不同大小的尺寸和調性，因應不同需要而使用。
為了迎合演奏需要，作曲家在記譜時，會以C大調的基礎去記譜，再於樂譜開頭標明需要使用的調性。以一種記譜方式演奏各種尺寸的樂器，就是移調記譜法的由來。
另一方面，19世紀的樂器改良技術有了很大進步，某些樂器在原有的音域上未必能夠滿足作曲家的需要，一些製造樂器者遂以原有樂器的基礎上，設計體積較小或較大的同類型樂器，稱為「變種樂器」。這些新發明的變種樂器，所採用的制式沿襲原有的樂器，為方便演奏者可以同一指法出奏不同音高，於是在記譜法上遷就：以原有的記譜法來標示。這亦是另一批移調樂器產生的原因。

## 各類型的移調樂器

### 木管樂器
- 直笛類;中音直笛、低音直笛
- 長笛類：短笛、中音長笛、低音長笛
- 單簧管類：所有類型的單簧管（十八、十九世紀的C調單簧管除外）
- 薩克管：所有類型的薩克管
- 雙簧管類：柔音雙簧管、英國管、低音雙簧管
- 巴松管類：倍低音管

### 銅管樂器
- 圓號類：法國號、華格納號
- 小號、低音小號
- 短號
- 大號類：中音號

### 絃樂器
- 吉他 低音提琴

### 敲擊樂器
- 高音鐵琴

## 分類
移調樂器根據其本身屬性，按以下方法記譜
| 定調 | 例子                                                                              | 實際音比記譜音的相差      |
| ---- | --------------------------------------------------------------------------------- | ------------------------- |
| C    | 鐘琴、古鈸                                                                        | 高兩個八度                |
| C    | 梆笛、短笛、木琴、鋼片琴                                                          | 高一個八度                |
| E♭   | E♭調單簧管、上高音薩克管                                                          | 高一個小三度              |
| B♭   | 單簧管、低音單簧管 (高音譜號)、高音薩克管、小號、短號                             | 低一個大二度              |
| A    | A調單簧管、巴塞單簧管 (高音譜號)                                                  | 低一個小三度              |
| G    | 中音長笛                                                                          | 低一個完全四度            |
| F    | 英國管、圓號                                                                      | 低一個完全五度            |
| E♭   | 中音單簧管、中音薩克管、中音號、E♭調低音小號                                      | 低一個大六度              |
| C    | 次中音直笛、低音長笛、低音雙簧管、低音巴松管、赫格管、C調低音小號、低音提琴、吉他 | 低一個八度                |
| B♭   | 低音單簧管、次中音薩克管、上低音號、B♭調華格納大號（Tuba）、♭調低音小號           | 低一個大九度(八度+大二度) |
| F    | F調華格納大號（Tuba）                                                             | 低一個八度+完全五度       |
| E♭   | 上低音薩克管                                                                      | 低一個八度+大六度         |
| B♭   | 低音薩克管                                                                        | 低兩個八度+大二度)        |

## 外部連結
- 移調樂器理論